# 好美清光
好美 清光（よしみ せいこう、1929年10月20日 - 2019年11月5日）は、日本の法学者。専門は民法・土地法で、特に日照権を研究。学位は、法学博士（一橋大学・1992年）。一橋大学名誉教授。瑞宝中綬章受章。

## 経歴
鹿児島県大島郡宇検村生まれ。1942年、大島郡名瀬町名瀬国民学校（現・奄美市立名瀬小学校）卒業。1948年、旧制大島中学校（現・鹿児島県立大島高等学校）卒業。1950年、鹿児島県立鶴丸高等学校卒業。1954年、一橋大学法学部卒業。商法の田中誠二ゼミ出身。一橋大学では、戦後、常盤敏太が教職追放され、吾妻光俊も労働法に関心を移すなどし、民法を専門とする教員が不在となり民法研究が低調となっていた。吾妻の他、労働法の蓼沼謙一や、商法の吉永榮助、非常勤講師の並木俊守、国際私法の久保岩太郎らが民法の講義を行っていた中、1959年から好美清光が民法を講ずることとなった。その後、1971年に川井健、島津一郎との3人体制となるまで、一橋大唯一の民法専任教員として教鞭を執り、戦後設立されまだ歴史の浅かった新制一橋大学法学部で、商科から独立して実学から離れた法学研究・教育の基礎を築いた。
1956年東京地方裁判所判事補、1957年一橋大学法学部助手、1959年同専任講師、1962年助教授、1962年ドイツ連邦共和国（西ドイツ）へ留学（フンボルト財団）。1970年一橋大学法学部教授、1992年2月一橋大学より法学博士の学位を取得、1992年4月一橋大学名誉教授。1992年4月から2000年まで中央大学法学部教授。1992年から弁護士。鳥飼総合法律事務所客員弁護士等を歴任。また1971年から1973年まで最高裁判所臨時調停審議会幹事、1973年から1981年まで建設省建築審議会委員、1975年から2000年まで日本土地法学会理事、1982年から1985年まで不動産鑑定士試験委員、2003年からクレディセゾン監査役等も歴任。
2013年4月、瑞宝中綬章受章。
2019年11月5日、死去。90歳没。死没日をもって正四位に叙される。

## エピソード
- 指導学生等に滝沢昌彦一橋大教授、小野秀誠一橋大名誉教授[7]、円谷峻横浜国立大学名誉教授[8][9]、本田純一中央大学教授[10]、工藤祐巌明治大学教授[11]などがいる。
- 博士論文主査は勝田有恒・竹下守夫・松本恒雄によって行なわれた[12]。
- 民法学者の立場から建築基準法の日影規制の立案に参画した。

## 共編著
- 『不動産登記の法律相談』 (法律相談シリーズ 幾代通共編. 有斐閣 1976
- 『民法読本 1 (総則・物権法) (有斐閣選書) 米倉明共編. 有斐閣, 1978
- 『民法読本 2 (債権法) (有斐閣選書) 米倉明共編. 有斐閣, 1978
- 『民法読本 3 (親族法・相続法) (有斐閣選書) 好美清光 [ほか]編. 有斐閣, 1979
- 『民法 総則・物権 (基本判例双書) 編. 同文館出版, 1980
- 『講義債権総論 (青林新講義シリーズ) 篠塚昭次共編. 青林書院新社 1981
- 『民法 債権 (基本判例双書) 編. 同文館出版, 1982
- 『民法 親族・相続 (基本判例双書) 久貴忠彦共編. 同文館出版, 1982
- 『日照・眺望・騒音の法律紛争 隣近所快適ライフへのアドバイス』大倉忠夫, 朝野哲朗共著 (有斐閣選書. 市民相談室シリーズ 好美清光 [ほか]著. 有斐閣, 1985

翻訳
- E.v.ヒッペル『消費者の保護 各国の事例にみる現状と対策』円谷峻共訳. 東洋経済新報社, 1986

記念論文集
- 『現代契約法の展開 好美清光先生古稀記念論文集』経済法令研究会, 2000

## 論文
- 「債権に基く妨害排除についての考察」（一橋大学法学研究2号、1959年）
- 「 Jus ad rem とその発展的消滅 ― 特定物債権の保護強化の一断面」（一橋大学法学研究3号、1961年）
- 「賃借権に基づく妨害排除請求権」（『契約法大系Ⅲ』、有斐閣、1962年）
- 「物権的請求権」（舟橋諄一編『注釈民法（6）』、有斐閣、1967年）
- 「即時取得（民法192条から195条まで）」（川島武宜編『注釈民法（7）』、有斐閣、1968年）
- 「日照権の法的構造（1）-（3）」（ジュリスト490号・493号・494号、1971年）
- 「不当利得法の新しい動向について（上）（下）」（判例タイムズ386号・387号、1979年）
- 「契約の解除の効力」（遠藤浩他編『現代契約法大系 第2巻』、有斐閣、1984年）